# Anne-Laure Babault
Anne-Laure Babault (geboren am  3. Januar 1982 im Département Loiret)  ist eine französische Politikerin.
Seit dem 19. Juni 2022 ist sie Abgeordnete für den  Wahlkreis Charente-Maritime II.

## Leben und Wirken
Babault zog Anfang der 2000er Jahre in die Charente-Maritime, wo sie acht Jahre lang bei Crédit Mutuel arbeitete.
Mit 26 Jahren nahm sie ihr Studium wieder auf und erwarb einen Master in Betriebswirtschaftslehre. So gelangte sie in die Welt des Marketings. Sie arbeitete fast elf Jahre lang als Vertriebsleiterin für Léa Nature.
Sie wurde 2020 auf der Liste von Chantal Subra (Divers droite, d. h. vd. Rechte) zur Gemeinderätin in Salles-sur-Mer gewählt und anschließend zur Beauftragten  für Tourismus, Camping und Öffentlichkeitsarbeit ernannt.
Zunächst stand sie den Republikanern nahe, trat aber im Oktober 2021 der Partei La République en marche bei.
Während des Präsidentschaftswahlkampfs 2022 gründete sie ein örtliches Komitee zur Unterstützung von Emmanuel Macron bei den Präsidentschaftswahlen. Sie musste gegen Nelly Fesseau kämpfen, um die Nominierung der Präsidentenmehrheit für die Parlamentswahl 2022 zu erhalten, die sie knapp gewann. Im zweiten Wahlgang wurde sie mit 51,76 % der Stimmen gegen den Kandidaten der NUPES, Nordine Raymond, gewählt. Nach ihrer Wahl trat sie der Partei MoDem bei.
Babault hat eine Tochter.